# Postać Marburga stwardnienia rozsianego
Postać Marburga stwardnienia rozsianego, choroba Marburga – postać stwardnienia rozsianego, w której objawy neurologiczne postępują w ciągu kilku dni lub miesięcy. U pacjenta szybko dochodzi do tetraparezy i śmierci wskutek nawracających infekcji, zachłyśnięcia lub zaburzeń oddychania. Proces zapalny w przebiegu tego wariantu choroby jest bardzo rozległy i nasilony, zlokalizowany w mózgu i w rdzeniu kręgowym. Rokowanie jest złe, chociaż opisywano dobrą odpowiedź na leczenie mitoksantronem i alemtuzumabem, a także na autogeniczne przeszczepienie komórek pnia. Rozpoznanie może być postawione przyżyciowo na podstawie wyniku obrazowania metodą rezonansu magnetycznego. Jako pierwszy chorobę opisał austriacki neurolog Otto Marburg w 1906 roku.